# 단바 미노루
단바 미노루(일본어: 丹波 實, 1938년 5월 6일 ~ 2016년 10월 7일)는 일본의 외교관이다.

## 인물
옛 가라후토(미나미카라후토)에서 태어나 8살 때 가족과 함께 일본에 돌아오면서 홋카이도로 이주했다. 그 후 홋카이도 삿포로 히가시 고등학교를 거쳐 도쿄 대학 법학부 정치학과를 졸업했다.
1962년 외무성에 입성했고 하버드 대학교에서 러시아어 연수를 받은 뒤 1965년 주모스크바 대사관에 부임했다. 외무성 러시아과장, 안보과장, 조약국장 등을 거쳐 주사우디아라비아 대사, 외무심의관, 주러시아 대사 등을 역임했는데 미국, 러시아, 중화인민공화국 등 3개국 대사관에서 근무한 이력도 있다. 1972년 일본국 정부와 중화인민공화국 정부의 공동성명 조인식에서 다나카 가쿠에이, 저우언라이와 동석했고 걸프 전쟁 발발 당시에 북미국 심의관으로서 도미하여 대책 마련에 분주하는 모습을 보였다. 또 외무심의관으로 부임한 이후에는 하시모토 류타로 전 총리와 보리스 옐친 전 대통령과의 러일간 협상에 항상 동석하는 등 미국, 러시아 등과의 관계에 일관되게 했다.
외무성에서 퇴직한 후에는 일본 에너지경제연구소 고문을 맡았고 2016년에 폐렴으로 사망했다.

## 주요 경력
- 1962년 : 외무성에 입성
- 1965년 : 주모스크바 일본대사관에서 근무
- 1967년 : 외무성 구아국 동유럽과에서 근무
- 1970년 : 외무성 조약국 조약과에서 근무
- 1973년 : 주중화인민공화국 일본대사관 1등 서기관
- 1976년 : 주미국 일본대사관 1등 서기관
- 1978년 : 외무성 북미국 안전보장과장
- 1981년 : 외무성 구주국 소련과장
- 1984년 : 주모스크바 일본대사관 공사
- 1986년 : 보스턴 총영사
- 1989년 : 외무성 조약국 참사관
- 1989년 : 외무성 조약국 심의관
- 1990년 : 외무성 북미국 심의관
- 1991년 : 외무성 국제연합국장
- 1993년 : 외무성 조약국장
- 1994년 : 주사우디아라비아 특명전권대사
- 1997년 : 외무성 외무심의관
- 1999년 : 주러시아 특명전권대사
- 2002년 : 일본 에너지경제연구소 고문(10년 12월에 퇴임)
- 2013년 : 서보대수장 수상
- 2016년 : 폐렴으로 사망(향년 78세)[1], 종3위로 추서[2]

## 저서
- 《200%의 안전 보장을 요구하는 나라 - 소련 전략과 일본의 대응(200％の安全保障を求める国 -ソ連戦略と日本の対応)》(인간의 과학사, 1984년)
- 《일러 외교 비화(日露外交秘話)》(주오코론신샤, 2004년 / 주코분코(증보판), 2012년)
- 《우리 외교 인생(わが外交人生)》(주오코론신샤, 2011년)